# Industrivärden
Aktiebolaget Industrivärden är ett börsnoterat investmentbolag grundat 1944 med huvudkontor på Storgatan 10 i Stockholm.

## Historik
Tillkomsten av investmentbolag i Sverige har sitt ursprung i ett lagförslag som skulle begränsa bankers värdepappersinnehav. Detta gjorde att Stockholms Enskilda Bank lade sina innehav i Investor och Handelsbanken i investmentbolaget Industrivärden. Under den stora depressionen på 1930-talet hade bankerna övertagit stora aktieinnehav som säkerhet för lån.
Industrivärden bildades 1944 och delades ut till aktieägarna i Svenska Handelsbanken. Det ursprungliga stora aktieinnehavet var i Telefonaktiebolaget LM Ericsson. Av de ursprungliga innehaven är detta det enda som återstår 2024. 
På 1950-talet tillkom stora aktieposter i AGA (sålt 1999), Handelsbanken och SCA. Under 1960- och 1970-talet byggdes en fastighets- och byggsektor upp med bland andra byggföretaget John Mattson samt byggmaterialföretagen Gullfiber och Olsson & Rosenlund. På 1970- och 1980-talen hade den totala portföljen blivit bred med ett trettiotal innehav.
Portföljen koncentrerades under 1980-talet då fastighets- och byggsektorn successivt koncentrerades till Skanska. Under den svenska 1990-talskrisen köpte Industrivärden in sig i ett antal helägda mindre bolag som sedan avyttrades med goda förtjänster. Under 1990-talet tillkom stålföretagen Sandvik AB och SSAB som viktiga portföljinnehav medan fastighetsinnehaven avyttrades i sin helhet.
Industrivärden hade från sin start 1944 fram till hösten 2005 alltid haft något eller några helägda bolag. Men efter ett strategiskt övervägande valde bolaget att 2005 börsnotera sitt enda kvarvarande helägda bolag i form av teknikhandelsbolaget Indutrade samt att 2006 sälja häftklammertillverkaren Isaberg Rapid. Sedan dess består Industrivärdens enda tillgångar av poster i börsnoterade aktiebolag.
Industrivärden har historiskt sett haft en konservativ investeringsfilosofi där bolaget haft en låg belåning i sina investeringar. Under åren 2006–2007 frångick Industrivärden denna konservativa filosofi genom att med lånade pengar ta en stor ägarposition i AB Volvo där riskkapitalisten Christer Gardell hade köpt en stor mängd aktier och därmed hotade Handelsbankssfärens stora ägarposition. I börsnedgången från hösten 2007 drabbades Industrivärden hårt då dels bolagets aktieinnehav hade kraftiga nedgångar i pris medan lånebördan till följd av Volvoinnehavet och en stor nyemission i SSAB kvarstod. Resultatet blev en kraftigt ökat skuldsättning som under hösten 2008 uppgick till mer än 30 % av aktieinnehavens värde samt ett mycket kraftigt fallande substansvärde. Under 2010 har skuldsättningsgraden åter kommit ner mot 20% som är bolagets långsiktiga mål, samtidigt som substansvärdet åter börjat stiga.

## Innehav
Industrivärdens största innehav är (februari 2024):
- AB Volvo (31%)
- Sandvik AB (24%)
- Handelsbanken (16%)
- Essity (11%)

Mindre innehav
- SCA (7%)
- Skanska (4%)
- Ericsson (4%)
- Alleima (2%)

## Ägare
I mars 2024 är den största ägaren Fredrik Lundberg genom investeringsföretaget L E Lundbergföretagen som kontrollerar ungefär 25 % av bolaget (röstetal per sista december 2023).

## Ledande befattningshavare
Industrivärden har genom åren haft många kända näringslivspersonligheter som ledande befattningshavare. Fram till år 2015 har de på ett eller annat sätt haft anknytning till Handelsbankssfären antingen med en bakgrund inom Handelsbanken eller inom industriföretagen inom sfären såsom SCA, Ericsson och så vidare.
Sedan år 2015 leds företaget av VD Helena Stjernholm. Styrelseordförande är Fredrik Lundberg.

## Samarbete med högskolor och universitet
Företaget är en av de främsta medlemmarna, benämnda Capital Partners, i Handelshögskolan i Stockholms partnerprogram för företag som bidrar finansiellt till Handelshögskolan i Stockholm och nära samarbetar med den vad gäller utbildning och forskning.